# Jean Cosse
Pour les articles homonymes, voir Cosse.

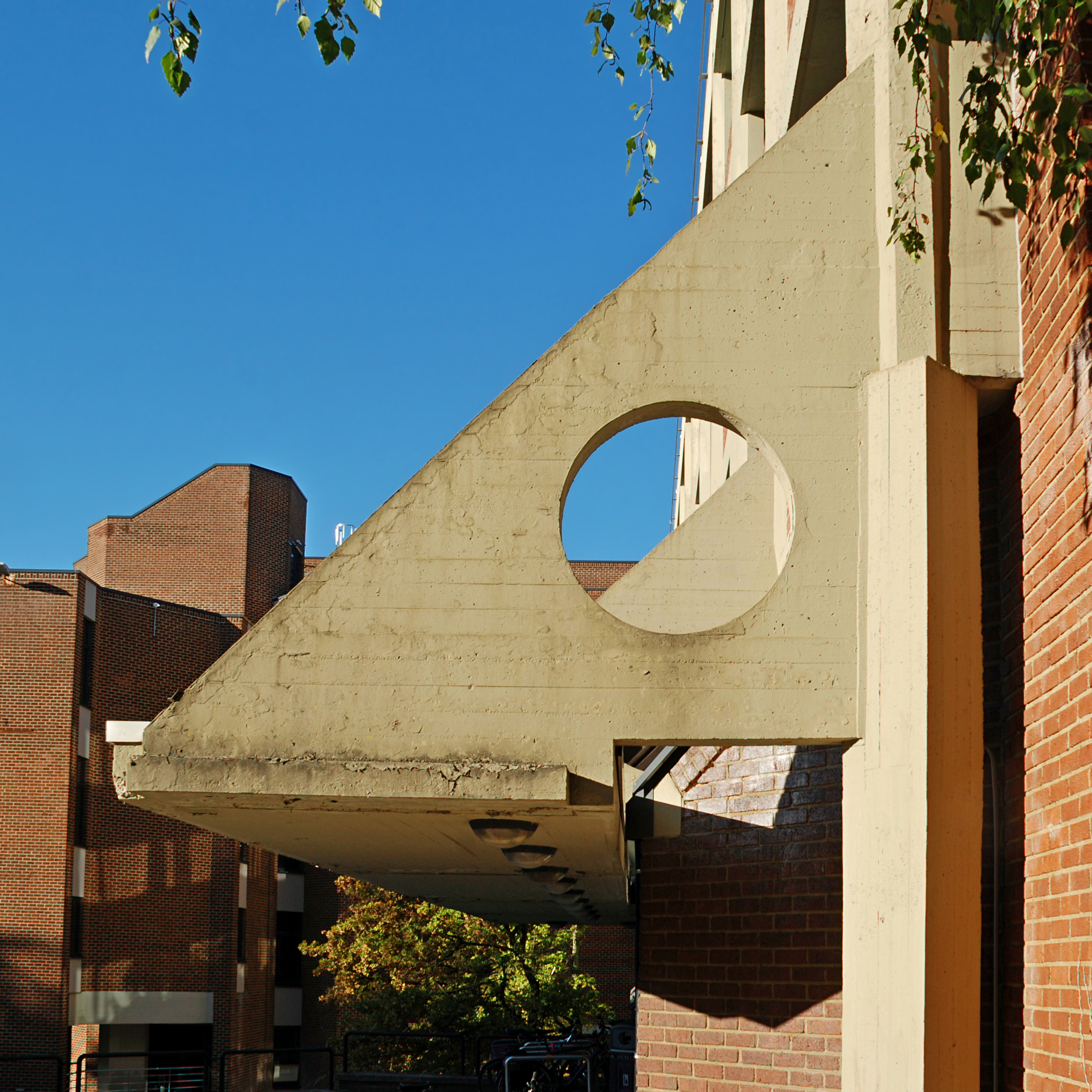
« Béton brut » du bâtiment Mercator à Louvain-la-Neuve.

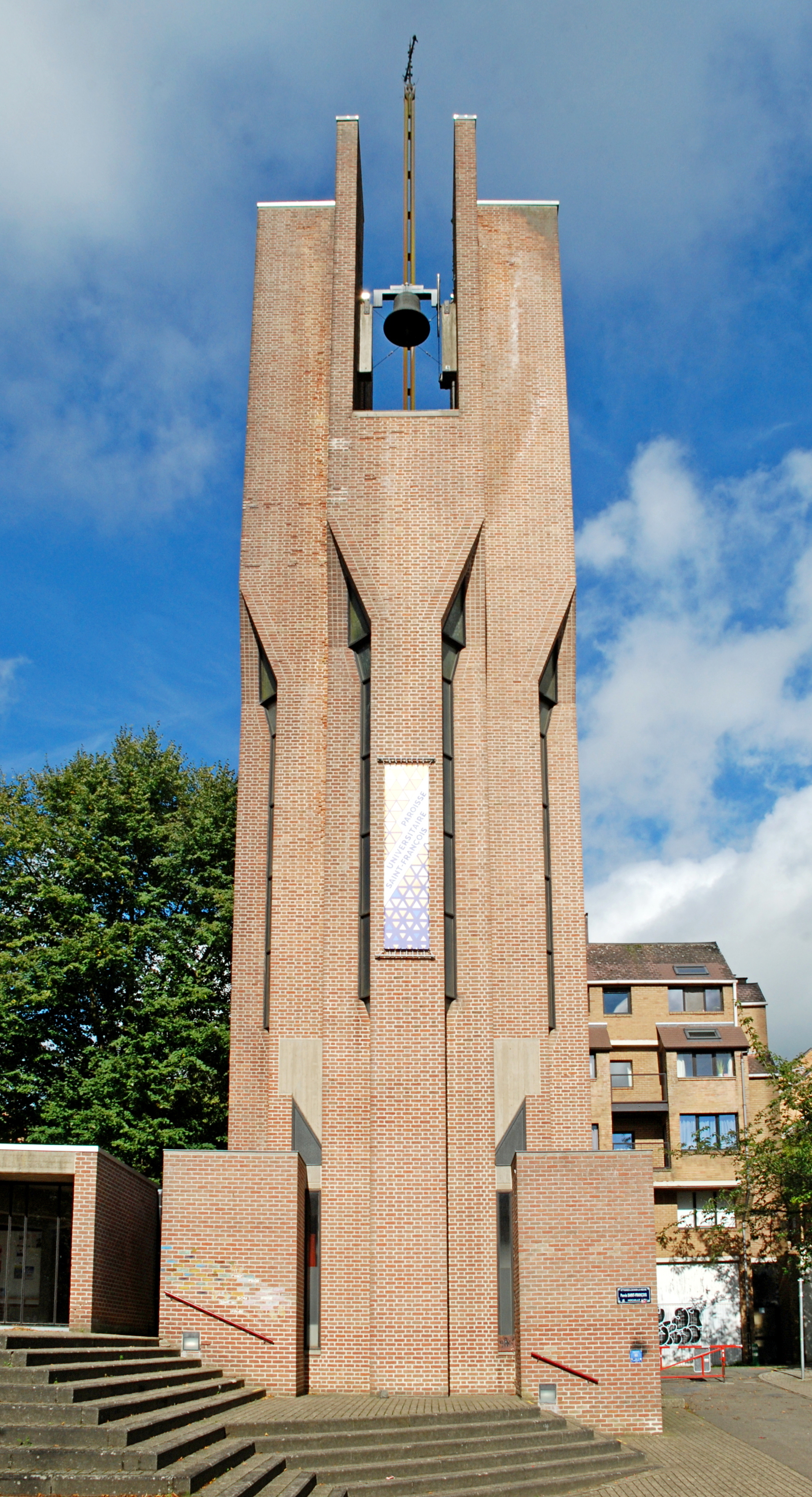
Église Saint-François d'Assise (Louvain-la-Neuve).

Jean Cosse, né à Emptinne le 26 mars 1931 et mort à  Uccle le 18 septembre 2016,,, est un architecte belge.

## Biographie
Jean Cosse est originaire de Waterloo.
Diplômé en 1954 de l'institut Saint-Luc de Tournai, il est membre de l'Académie Royale de Belgique depuis 1976 et professeur d'architecture à l'Institut Supérieur d'Architecture Saint-Luc de Bruxelles et à la faculté polytechnique de Mons,,.
Il s'est vu décerner le «Grand Prix d'architecture de Belgique» en 1993.

## Style
Plusieurs de ses réalisations à Louvain-la-Neuve (bâtiment Mercator, Collège Jacques Leclercq, église Saint-François d'Assise) sont représentatives de l'architecture brutaliste, caractérisée par des surfaces de « béton brut » qui présentent une texture héritée du bois de coffrage, le béton « brut de décoffrage »,, gardant la marque des planches de bois qui ont servi au moulage, leurs veinures ainsi que leurs lignes de jointure.

## Réalisations
- 1968 : église Saint-Paul, à Waterloo[4] ;
- 1970 : Maison Goethals à Ohain[4] ;
- 1970-1971 et 1983 : monastère Saint-André de Clerlande et chapelle, à Ottignies-Louvain-la-Neuve ;
- 1973 : Maison Gorridge à Genval[4] ;
- 1973 : le bâtiment Mercator, sur la place Louis Pasteur à Louvain-la-Neuve (avec Émile Verhaeghen)[12],[13] ;
- 1973-1976 : le Collège Jacques Leclercq, sur la Place Montesquieu à Louvain-la-Neuve (avec Émile Verhaeghen)[14] ;
- 1974 : habitations groupées de Dion-Valmont[4] ;
- 1974-1984 : église Saint-François d'Assise, à Louvain-la-Neuve[4] ;
- 1979 : Collège Érasme et ancien musée de Louvain-la-Neuve (avec Émile Verhaeghen), place Blaise Pascal, à Louvain-la-Neuve ;
- 1979 : Maison Dierckx, à Grez-Doiceau
- 1986-1989 : Institut supérieur d'architecture Saint-Luc (avec Willy Serneels, Henri Doyen et Brigitte Degroof), à Saint-Gilles ;
- 1990  : Église Sainte-Anne, à Koekelberg ;
- Église Saint-Laurent, à Dongelberg ;
- Carmel de Franche-Comté à Saint-Maur (Jura) ;
- Abbaye Sainte-Marie de la Pierre-Qui-Vire (Morvan) ;
- école du Crépac à Limal[4] ;
- Maison Lhoest à Ophain[4].

Bâtiments académiques à Louvain-la-Neuve
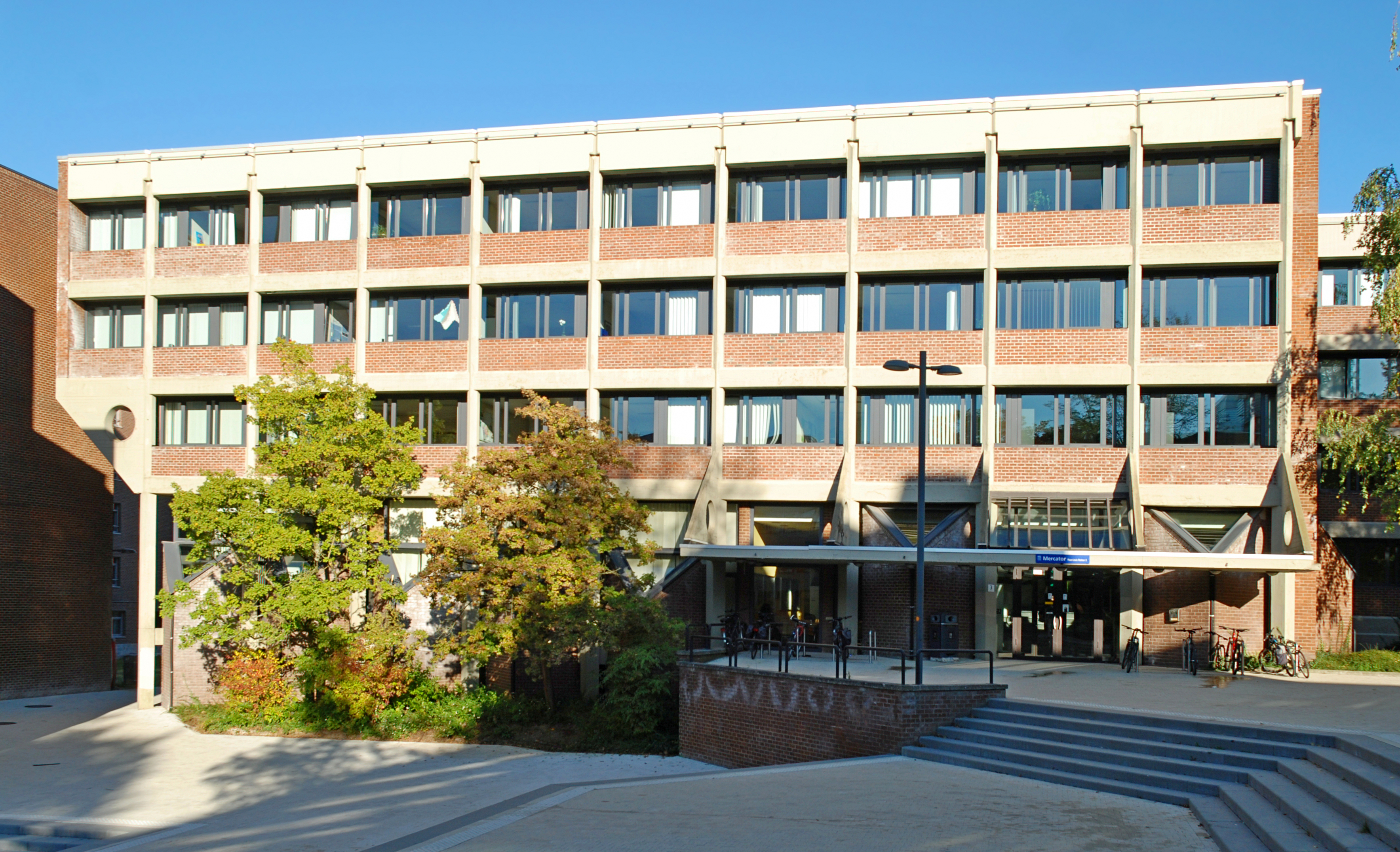
Bâtiment Mercator (1973) (Place Louis Pasteur).
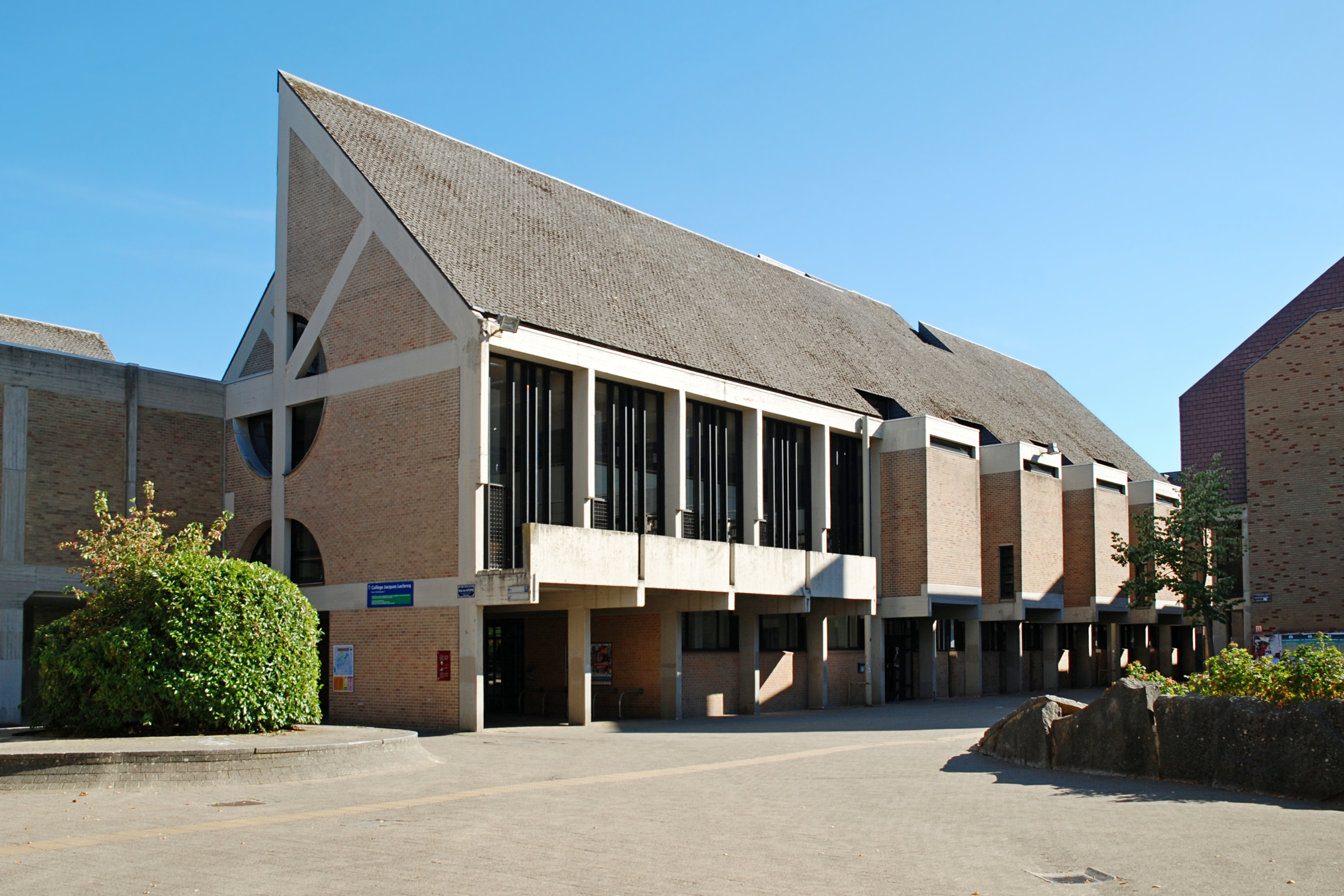
Collège Jacques Leclercq (1973-1976) (Place Montesquieu).
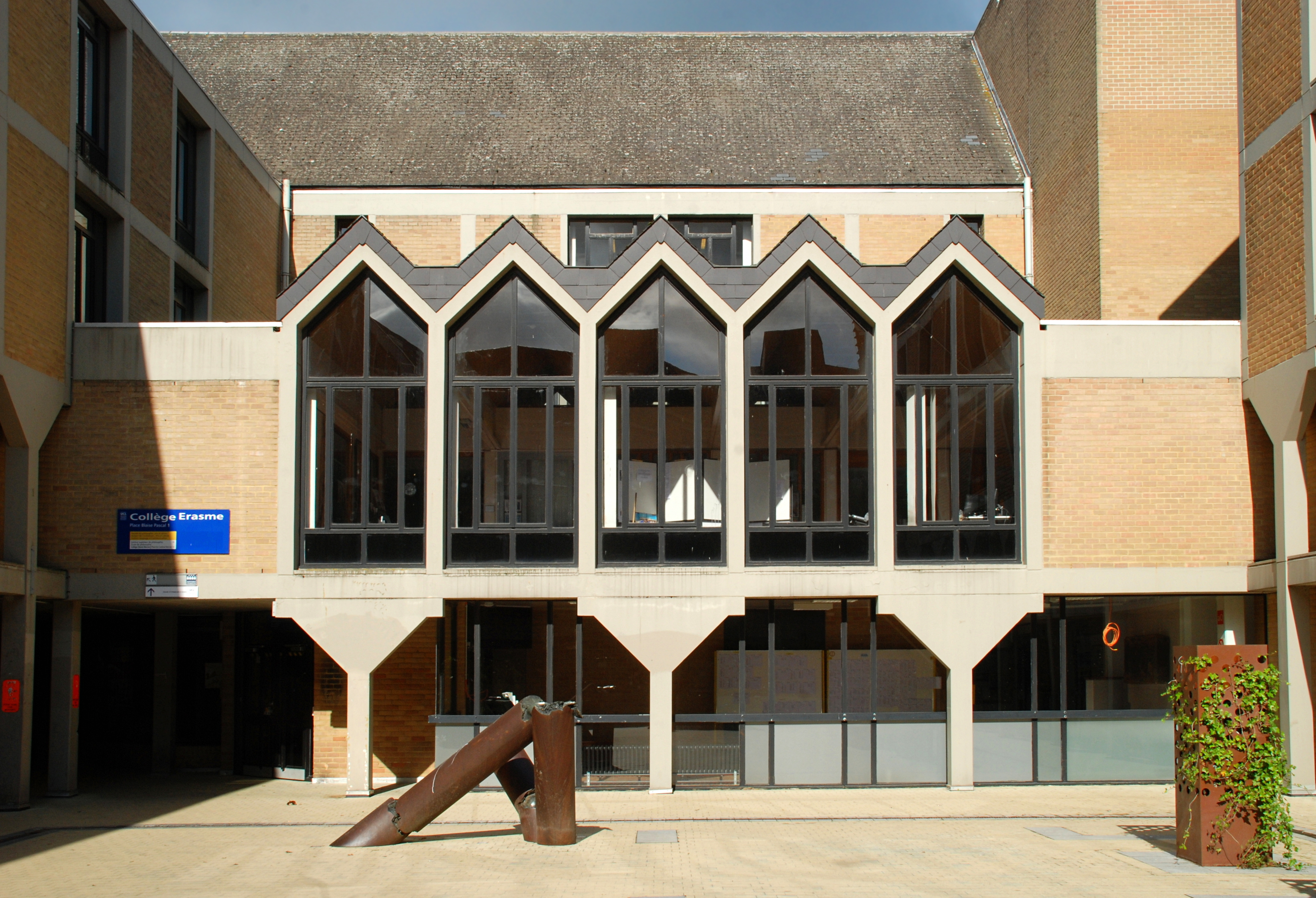
Collège Érasme (1979).

## Hommages et distinctions
- 1962 : Prix Van de Ven
- 1993 : Grand Prix d'Architecture de Belgique